# Austroclimaciella
Austroclimaciella is een geslacht van insecten uit de familie van de Mantispidae, die tot de orde netvleugeligen (Neuroptera) behoort.

## Soorten
Deze lijst van 8 stuks is mogelijk niet compleet.
- A. brianti (Navás, 1914)
- A. habutsuella (Okamoto, 1910)
- A. lacolombierei (Navás, 1931)
- A. leopoldi (Lestage, 1934)
- A. luzonica (van der Weele, 1909)
- A. quadrituberculata (Westwood, 1852)
- A. subfusca (Nakahara, 1912)
- A. weelei Handschin, 1961